# Thomas Clark (Autor)
Thomas Clark (* 8. Mai 1970 in Wien) ist ein Autor, Wirtschaftsjournalist und Unternehmer. Bekannt wurde er durch sein erstes Buch Der Filmpate.

## Leben
Clark studierte Betriebswirtschaft und Jura in Wien sowie Publizistik und Journalismus in Cardiff.  Er promovierte im Arbeitsrecht. Nach dem Referendariat führten ihn seine ersten beruflichen Stationen nach Genf über die Internationale Arbeitsorganisation der Vereinten Nationen, nach Brüssel zur Europäischen Kommission sowie nach London zum BBC World Service. 1999 zog er nach Hamburg, um beim Aufbau einer deutschsprachigen Ausgabe der Financial Times mitzuarbeiten. Er war einer der ersten Mitglieder der Gründungsredaktion. Beim Erscheinen der Financial Times Deutschland (FTD) im Februar 2000 schrieb er als Medienredakteur der Zeitung und tat dies über drei Jahre. Dabei veröffentlichte er zahlreiche investigative Berichte über den Fall der einstigen Medienwerte-Stars des Neuen Marktes wie EM.TV oder Kinowelt sowie das Ende der Kirch-Gruppe. In dieser Zeit erschien auch Clarks erstes Buch: Der Filmpate – der Fall des Leo Kirch.
Mitte 2003 wechselte Clark ins New Yorker Büro der Financial Times, wo er Korrespondent für Unternehmensthemen war. Ende 2006 kehrte er nach Hamburg zurück und wurde kurz darauf zum Leiter der Unternehmensentwicklung der FTD ernannt. In dieser Zeit entwickelte er die Gründerinitiative enable2start, bei der fünf Startups jeweils 50.000 Euro in bar gewinnen konnten und dafür über ein Jahr lang redaktionell begleitet wurden, inklusive Nennung von Geschäftszahlen.
2008 verließ Clark die FTD und gründete sein eigenes Unternehmen, Ambo Media. Er blieb der Zeitung aber als Berater treu und betreute die Gründerinitiative enable2start bis zur Schließung der FTD im Dezember 2012. Bis dahin wurden insgesamt 1,25 Mio. Euro in bar an Gründer ausgeschüttet, finanziert durch Sponsorengelder. Die Initiative war zu dieser Zeit der größte Gründerpreis Deutschlands, mit über 1000 Bewerbern pro Jahr. Zu den Siegern von enable2start gehörten unter anderem Mymuesli, Statista und Affiliprint.
Im Januar 2013 erschien Clarks zweites Buch, das er gemeinsam mit Burkhard Schwenker schrieb und sich dem Potenzial eines vereinigten Europas widmet. Im Februar 2013 startete Clark gemeinsam mit dem Handelsblatt sowie diversen Medien- und Wirtschaftspartnern die Energy Awards & Academy. Ziel dieser Initiative ist, ein repräsentatives Gremium für die Energiewende hin zu einer Welt der erneuerbaren Energie aufzubauen und dabei auch jährlich Leuchtturmprojekte auszuzeichnen, in der Erstauflage in vier Kategorien: Energie-Haus, Energie-Startup, Gewerbliche Anlage und Fortbewegungsmittel.
Er hat die Gründerinitiative enable2start ins Leben gerufen und ist Initiator der Energy Academy, die unter anderem die Energy Awards verleiht.
Von 2016 bis 2024 initiierte Clark diverse Projekte mit internationalen Medien in Zusammenarbeit mit dem Daten- und Marktforschungsunternehmen Statista. Die dabei behandelten Themen reichen von Arbeitgeberqualität und Wachstum über Klima und Innovation bis hin zu Guides für Berufsexperten wie Anwälte oder Unternehmensberater. Die Projekte fanden in der Regel jährlich statt, zu den Medienpartnern gehörten Fortune, USA Today, The Globe and Mail, The Times, Financial Times, Le Point, Les Échos, Corriere della Sera, Il Sole 24 Ore, The Straits Times, The Philippine Daily Inquirer sowie Nikkei.

## Veröffentlichungen
- Der Filmpate. Der Fall des Leo Kirch. Hoffmann & Campe, Hamburg 2002.
- Zusammen mit Burkhard Schwenker: Europe’s Hidden Potential: How the ‚Old Continent‘ Could Turn Into a New Superpower. Bloomsbury/A&C Black, London 2013.